# Harry Gallatin
Harry J. Gallatin (Roxana, Illinois, 26 de abril de 1927-Roxana, Illinois, 7 de octubre de 2015) fue un jugador y entrenador de baloncesto estadounidense.

## Trayectoria deportiva

### Universidad
Tras jugar en el Instituto Roxane, se enroló en el ejército, donde permaneció 15 meses hasta la finalización de la Segunda Guerra Mundial. Se matriculó en el colegio Northeast Missouri State Teachers College (ahora llamado Truman State University), donde disputó dos temporadas, promediando 12,9 puntos por partido, y llevando a su equipo a dos apariciones en el Torneo de la NAIA, con un balance de 59 victorias y 4 derrotas.

### Profesional
Fue elegido en la cuarta ronda del Draft de la BAA de 1948 por los New York Knicks, Gallatin jugó nueve temporadas en New York Knicks de la NBA desde 1948 a 1957, además de una última temporada en activo en Detroit Pistons en 1958. En 1954, Harry Gallatin (apodado "the Horse", el caballo, por su resistencia) lideró la liga en rebotes, y fue nombrado en el Mejor Quinteto de la temporada. En 1955 fue nombrado en el segundo mejor quinteto. Durante toda su carrera en la liga, disputó nueve All-Stars.

### Entrenador
Comenzó a entrenar en 1962 en St. Louis Hawks y ganó el premio al Mejor Entrenador en su primera temporada en los banquillos. Posteriormente, dirigiría 63 partidos a los Knicks en un intervalo de dos temporadas.
Gallatin entró en el Basketball Hall of Fame en 1991.

## Estadísticas de su carrera en la NBA
|  | Líder de la liga |

### Temporada regular
| Año     | Equipo   | PJ  | MPP  | %TC  | %TL  | RPP  | APP | PPP  |
| ------- | -------- | --- | ---- | ---- | ---- | ---- | --- | ---- |
| 1948–49 | New York | 52  | –    | .328 | .710 | –    | 1.2 | 8.3  |
| 1949–50 | New York | 68  | –    | .396 | .757 | –    | 0.8 | 11.8 |
| 1950–51 | New York | 66  | –    | .416 | .732 | 12.1 | 2.7 | 12.8 |
| 1951–52 | New York | 66  | 29.3 | .442 | .806 | 10.0 | 3.4 | 11.2 |
| 1952–53 | New York | 70  | 33.3 | .444 | .700 | 13.1 | 1.8 | 12.4 |
| 1953–54 | New York | 72  | 37.4 | .404 | .784 | 15.3 | 2.1 | 13.2 |
| 1954–55 | New York | 72  | 35.4 | .384 | .814 | 13.8 | 2.4 | 14.6 |
| 1955–56 | New York | 72  | 33.0 | .386 | .787 | 10.3 | 2.3 | 13.9 |
| 1956–57 | New York | 72  | 27.0 | .406 | .800 | 10.1 | 1.2 | 15.0 |
| 1957–58 | Detroit  | 72  | 27.6 | .379 | .787 | 10.4 | 1.2 | 14.9 |
| Total   | Total    | 682 | 31.9 | .398 | .773 | 11.9 | 1.8 | 13.0 |

### Playoffs
| Año   | Equipo   | PJ | MPP  | %TC  | %TL  | RPP  | APP | PPP  |
| ----- | -------- | -- | ---- | ---- | ---- | ---- | --- | ---- |
| 1949  | New York | 6  | –    | .357 | .821 | –    | 1.7 | 12.0 |
| 1950  | New York | 5  | –    | .385 | .781 | –    | 1.2 | 13.0 |
| 1951  | New York | 14 | –    | .350 | .770 | 11.6 | 1.9 | 11.8 |
| 1952  | New York | 14 | 33.6 | .410 | .773 | 9.6  | 1.4 | 10.8 |
| 1953  | New York | 11 | 27.5 | .419 | .746 | 10.9 | 1.4 | 10.5 |
| 1954  | New York | 4  | 37.8 | .457 | .710 | 15.3 | 1.5 | 13.5 |
| 1955  | New York | 3  | 36.0 | .452 | .773 | 14.7 | 2.3 | 18.3 |
| 1958  | Detroit  | 7  | 26.0 | .368 | .703 | 10.0 | 1.6 | 12.9 |
| Total | Total    | 64 | 31.2 | .390 | .761 | 11.2 | 1.6 | 12.0 |